# Sankt-Brendan-Insel

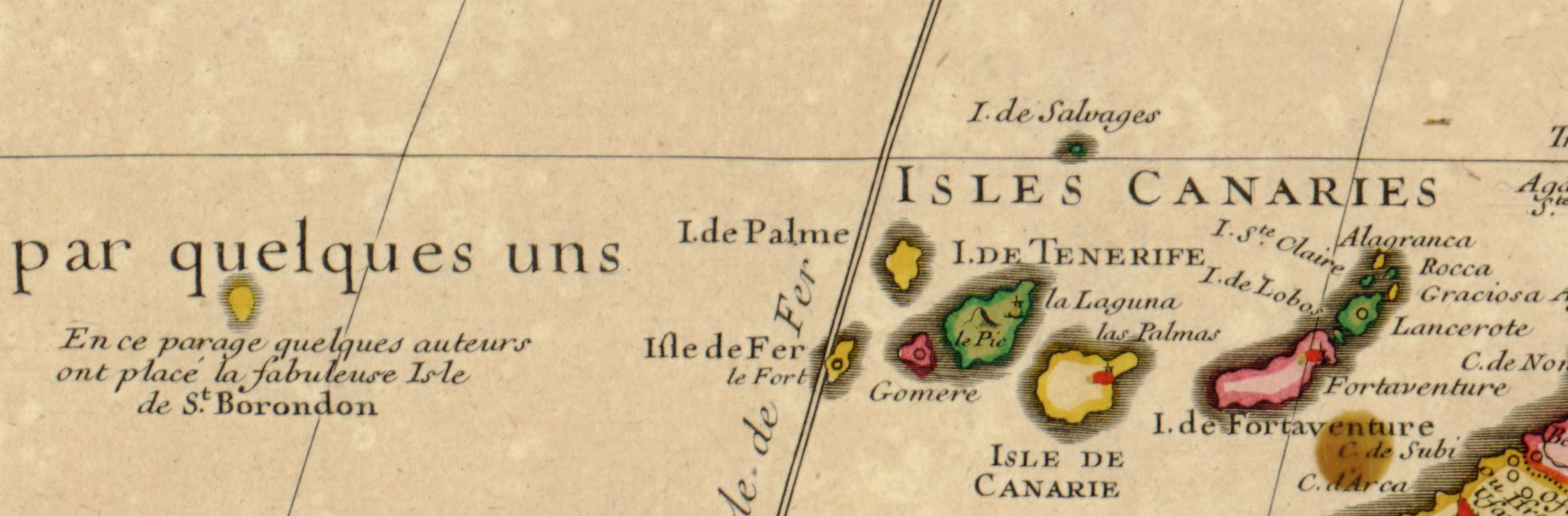
Ausschnitt aus einer Karte Westafrikas von Guillaume Delisle, 1707. Die Insel San Borondón ist westlich der Kanarischen Inseln als „sagenumwobene Insel einiger Autoren“ verzeichnet.

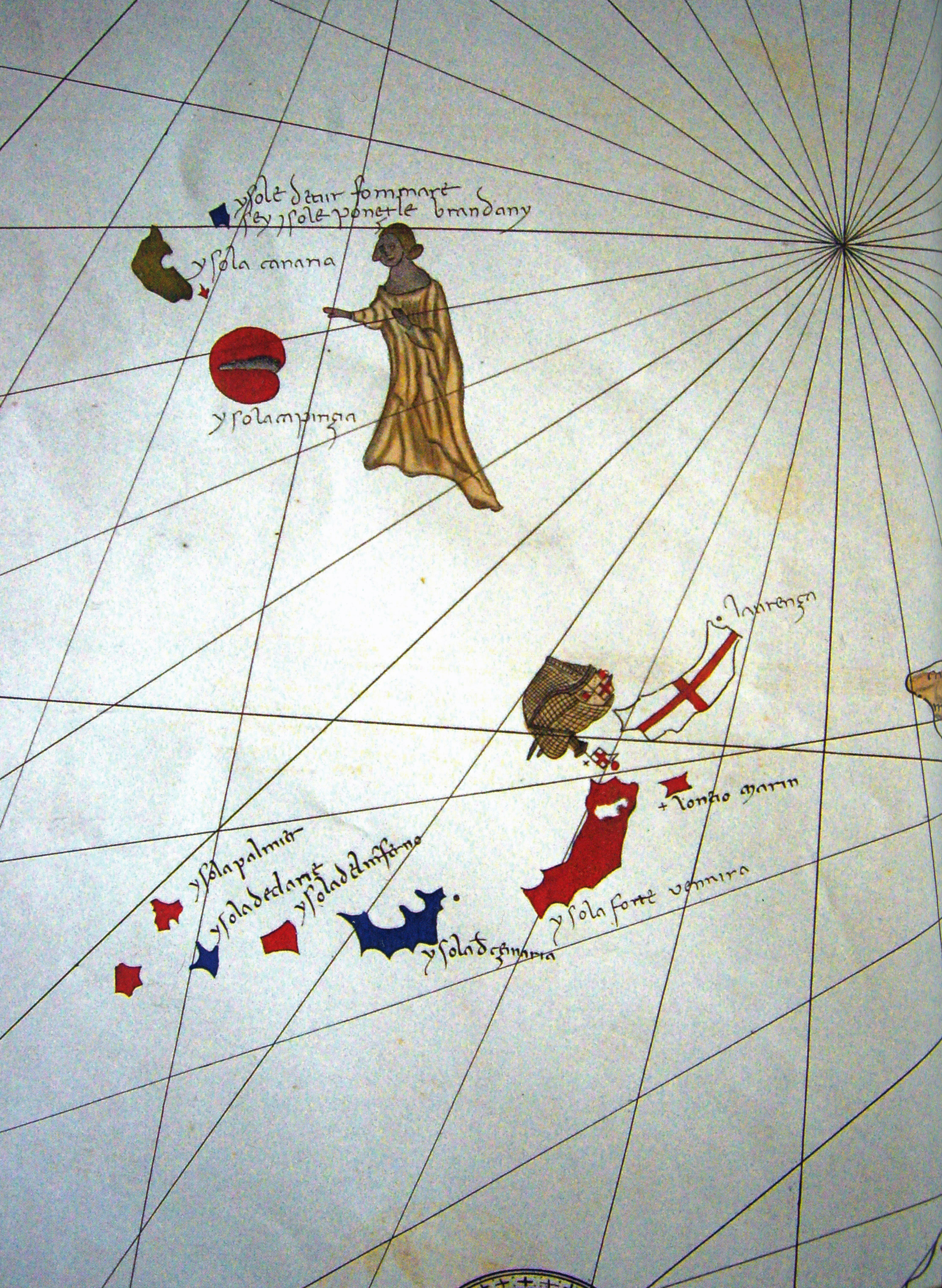
Die Sankt-Brendan-Insel links oberhalb der Figur

Die Sankt-Brendan-Insel (auch Insula S. Brandani, Insulle Sct Brandani sive puelarum, S. Borodon und weitere Schreibweisen) ist eine Phantominsel im Nordatlantik. Sie wurde nach dem irischen Mönch Sankt Brendan benannt, der im 6. Jahrhundert nach Christus eine legendäre Seereise (Navigatio Sancti Brendani) unternahm und dabei angeblich diese Insel entdeckte. Jahrhundertelang fand sich diese Insel auch immer wieder auf Karten dargestellt und ihre Existenz galt den Gelehrten des Mittelalters als Tatsache.